# Antonio Abelli
Antonio Abelli fue un religioso, doctor en la universidad de París, abad en el país del Aunoi y confesor real y escritor nacido en París en 1527.

## Biografía
Antonio, era muy joven cuando tomó el hábito de la Orden de los Predicadores y se dedicó constantemente al estudio de las letras divinas, en el que sobresalió.
Habiendo tenido acaloradas discusiones con sus superiores fue desterrado a Troyes, donde residió hasta que calmadas las pasiones logró reconciliarse con sus adversarios y entonces fue nombrado vicario general de la congregación.
Llegó a adquirir tan nombradía en sus sermones que la reina Catalina de Médici le eligió por director espiritual, y después de haber obtenido una abadía, abad de Livry, parecía destinado a la jerarquía episcopal, pero la muerte de su ilustre penitente le cerró el camino a aquella dignidad.

## Obras
- Cartas de Fray Antonio Abelli a la reyna Catalina de Médici,
- El modo de rogar con fruto, con la virtud y eficacia de la oración, París, 1564, en 8ª.
- Sermón sobre la lamentaciones del santo profeta Jeremías, París, 1582, en 8º, citada esta obra por La Croix du Maine y Duberdier, contiene reflexiones muy extensas.